# روز براتيل
روز براتيل هو طبق طاجين تقليدي جزائري يُحضَّر باستخدام الفول الأخضر، وزيت الزيتون، وتوابل مثل الكزبرة. يُقدَّم عادةً مع الكسكس، ويُقدَّم بشكل شائع في يوم السبت (السبت اليهودي)، وهو شائع اليوم بين الجاليتين اليهوديتين في إسرائيل وفرنسا.

## الأصل
يعود أصل روز براتيل إلى آلاف السنين بين أفراد الجالية اليهودية الجزائرية الذين كانوا يقيمون في قسنطينة، الجزائر، حتى تم طردهم في ستينيات القرن الماضي.

## أنظر أيضا
- هامين
- المطبخ السفاردي
- كورو فاسولي